# Sandra Sysojeva
Sandra Sysojeva (ur. 8 listopada 1983 w Wilnie) – litewska jeździec specjalizująca się w ujeżdżeniu, od 2024 reprezentująca Polskę, olimpijka z Paryża 2024.

## Udział w zawodach międzynarodowych
| Impreza                         | Rok  | Miejsce | Ujeżdżenie    | Ujeżdżenie   | Ujeżdżenie | Ujeżdżenie    |
| Impreza                         | Rok  | Miejsce | konkurencja   | koń          | wynik      | reprezentacja |
| ------------------------------- | ---- | ------- | ------------- | ------------ | ---------- | ------------- |
| Igrzyska olimpijskie            | 2024 | Paryż   | indywidualnie | Maxima Bella | 15         | Polska        |
| Igrzyska olimpijskie            | 2024 | Paryż   | drużynowo     | Maxima Bella | 14         | Polska        |
| Mistrzostwa świata młodych koni | 2021 | Verden  | indywidualnie | Found Boy    | 12         | Litwa         |

## Biografia
Mieszka w Wilnie, gdzie prowadzi własną stadninę. W konkursach międzynarodowych startuje od 2021. W marcu 2024 otrzymała polskie obywatelstwo. Późna zmiana obywatelstwa została źle przyjęta przez polskie środowisko ujeżdżenia.